# Ampelopsis chaffanjonii
Ampelopsis chaffanjonii là một loài thực vật hai lá mầm trong họ Nho. Loài này được (H.Lév.) Rehder miêu tả khoa học đầu tiên năm 1934.